# 1889 en Lorraine
Chronologie de la Lorraine
- 1885
- 1886
- 1887
- 1888
- 1889
- 1890
- 1891
- 1892
- 1893

Cette page est une liste d'événements qui se sont produits durant l'année 1889 en Lorraine.

## Événements

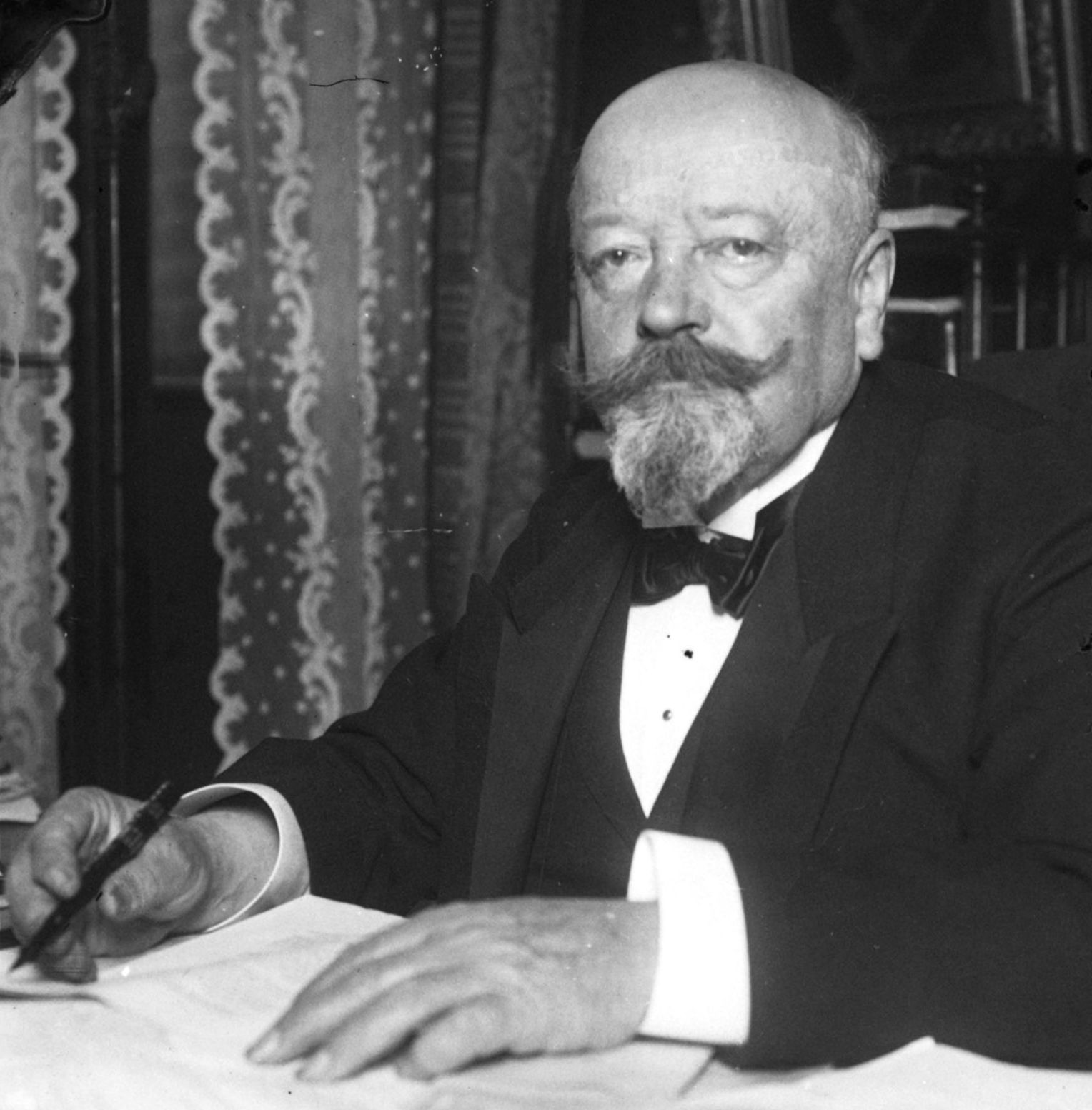
Henry Boucher.

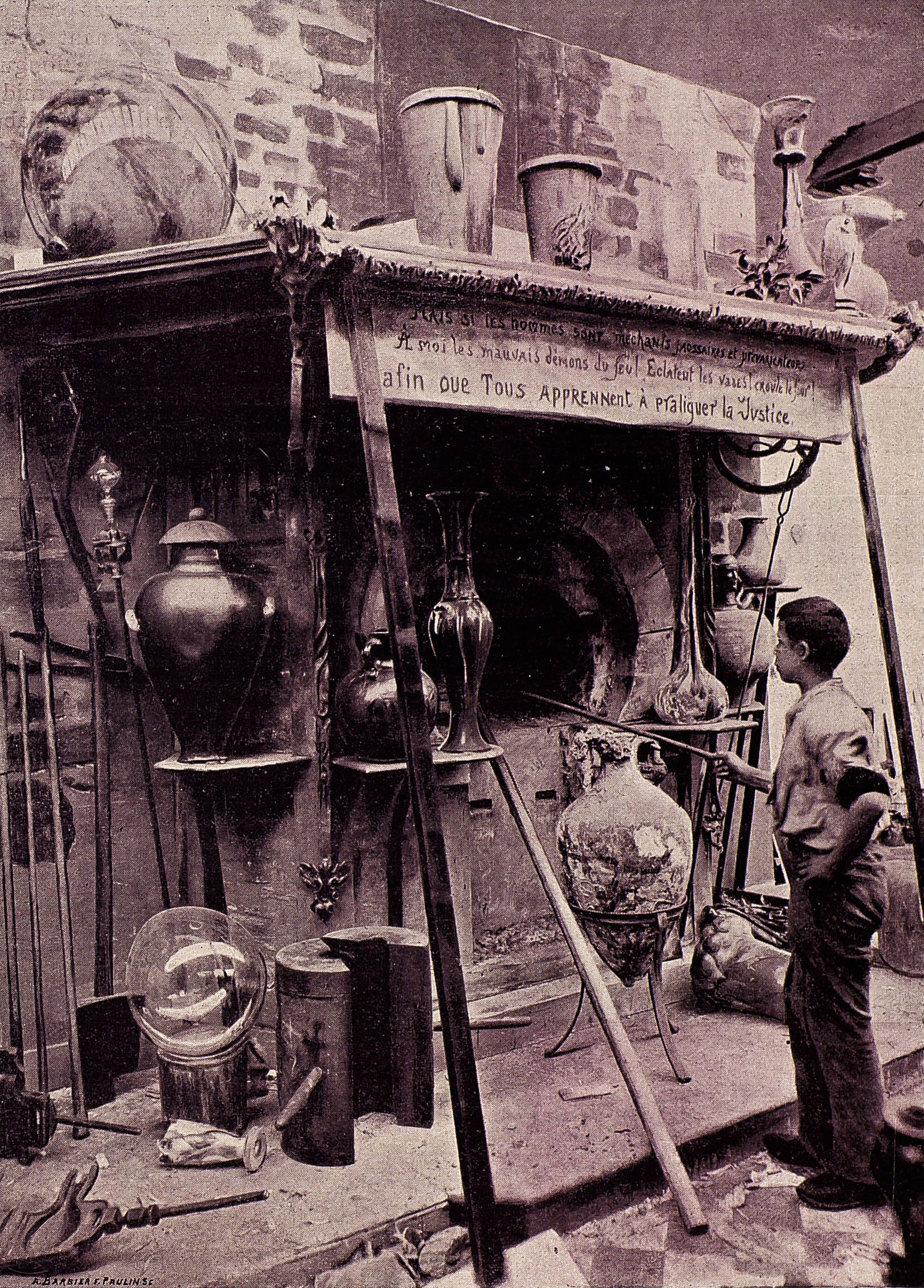
Four de verrier d'Emile Gallé

- Henry Boucher est élu député des Vosges. Il le restera jusqu'en 1909.
- Fondation à Montmédy, de la Société des naturalistes et archéologues du nord de la Meuse.
- Émile Gallé reçoit le grand prix de l'Exposition universelle et il est promu officier de la Légion d'honneur. Vers cette époque, environ trois cents artistes et artisans travaillent pour lui. Il interdit à ses collaborateurs de reproduire une fleur sans en avoir le modèle sous les yeux.
- Ernest Solvay qui a découvert une méthode pour obtenir de la soude à partir du sel, installe une usine à Sarralbe[1].
- L'Est républicain est créé[2].

- 5 mai : fondation de l'Est Républicain, à Nancy (France), par Léon Goulette, sur une ligne anti-boulangiste. C'est le jour de l'inauguration de l'Exposition universelle de Paris pour laquelle a été construite la Tour Eiffel. Le premier numéro est tiré à 1 200 exemplaires sur quatre pages. Le journal est alors le sixième quotidien de la presse nancéienne, aux côtés notamment du Journal de la Meurthe et des Vosges (1799), de L'Espérance (1838) et de L'Impartial. Vendu 5 centimes, le journal se positionne sur une ligne anti-boulangiste et pro-républicaine. Il est porté par de nombreuses personnalités de sensibilité républicaine, comme Jules Méline, Jules Ferry, Émile Gallé, Auguste  Daum, Alfred Mézières, ainsi que par des personnalités politiques de Nancy et de Lorraine. Son siège se situe rue de Saint-Dizier dans le centre-ville de Nancy[3],[4],[5].
- Juillet  : séjour à Nancy de Sigmund Freud intéressés par les travaux de Auguste Liébeault et Hyppolite Bernheim sur l'hypnose thérapeutique et la psychothérapie[6].
- Alfred Mézières est élu président du Conseil général de Meurthe-et-Moselle jusqu'en à 1892 puis il occupera de nouveau ce poste de 1898 à 1906[7].
- 22 septembre, sont élus députés de Meurthe-et-Moselle : Maurice Barrès, élu boulangiste[2] de la troisième circonscription de Nancy à 27 ans. Il se veut aussi socialiste et siège à l'extrême gauche; Alfred Mézières : siège jusqu'en 1898 avec la gauche opportuniste, il s'intéresse surtout aux questions littéraires, industrielles et militaires; Albert Papelier jusqu'en 1902, siégeant à gauche; Alfred Gabriel; Albert Papelier; Jules Cordier et Camille Viox
- Sont élus députés de la Meuse : Jules Develle; Raymond Poincaré; Gabriel Royer et Jean Buvignier.
- Sont élus députés des Vosges : Xavier Mougin, siégeant à gauche, comme républicain;  Jules Méline; Alfred Brugnot élu sénateur en 1891, remplacé par Camille Krantz; Ernest Picot invalidé en 1890, remplacé par Jean Tricoche; Henry Boucher; Albert Ferry et Paul Frogier de Ponlevoy.
- 11 novembre : duel de Maurice Barrès, à l'épée, à Nancy, contre Goulette, directeur de l'Est républicain (boulangiste), à la suite d'un article polémique dans le Courrier de l'Est, dont il sort légèrement blessé.

## Inscriptions ou classements aux titre des monuments historiques
- En Meurthe et Moselle : Église Saint-Martin de Mont-Saint-Martin[8]; Cathédrale Saint-Étienne de Toul[9]
- En Meuse : Collégiale Saint-Étienne de Bar-le-Duc[10]
- En Moselle : Église Saint-Arnould d'Arry[11], Église Saint-Pierre de Baudrecourt[12]

## Naissances

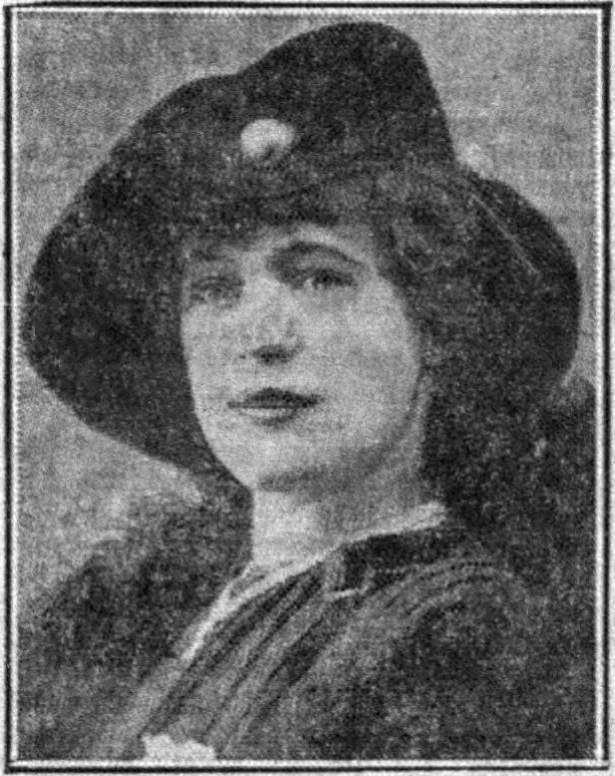
Marthe Richard.

- 9 janvier à Dammarie-sur-Saulx : Édouard Salin, mort le 6 mai 1970 au château de Montaigu, à Laneuveville-devant-Nancy (Meurthe-et-Moselle), ingénieur, maître de forges et archéologue français.
- 19 février à Phalsbourg, en Lorraine annexée : Rolf Detmering (décédé en 1964), militaire allemand. Il était général de division pendant la Seconde Guerre mondiale
- 28 février à Thionville : Hellmuth Volkmann[13] (décédé en 1940) est un général allemand de la Seconde Guerre mondiale. Il fut commandant en chef de la légion Condor du 1er novembre 1937 à fin octobre 1938.
- 22 mars à Metz : Hans Wilhelm Bansi[14] (1899-1982) est un professeur de médecine allemand. Ses recherches en endocrinologie ont porté en particulier sur la glande thyroïde.
- 11 avril à Nancy : Henri Victor Vallois (1889-1981), anthropologue et préhistorien français. Il est connu notamment pour sa défense des classifications raciales. Il fut co-rédacteur en chef de la revue L'Anthropologie de 1930 à 1970, et directeur du Musée de l'Homme de 1950 à 1959[15].
- 15 avril à Blâmont : Marthe Richer, dite Marthe Richard[16], née Betenfeld le 15 avril 1889 à Blâmont (Meurthe-et-Moselle) et morte le 9 février 1982 à Paris, est une prostituée, aviatrice, espionne et femme politique française.
- 15 mai à Mirecourt : François Lotte, mort le 21 mars 1970 dans la même commune, archetier français.
- 15 juillet à Metz : Peter Bell [17](décédé en 1939), homme politique allemand (NSDAP), député au Reichstag du Reich allemand et la Diète prussienne.
- 19 juillet à Souilly : Pierre Jolly, militaire de carrière, homme politique et résistant, décédé le 15 septembre 1981 à Verdun[18].
- 18 août à Verdun : Élisabeth Branly-Tournon, morte le 15 juin 1972 à Paris 5e[19], peintre française.
- 15 septembre à Badonviller : Émile Fournier, mort le 29 octobre 1970 à Badonviller, homme politique français.
- 17 octobre à Nancy : Pierre Théodore Weiss, mort le 8 août 1970 à Antibes, aviateur militaire, poète et écrivain français.
- 28 octobre à Commercy : Benno Vigny, nom d'artiste de Benoit Philippe Weinfeld[20], scénariste et réalisateur germano-français, mort le 31 octobre 1965 à Munich (Allemagne).
- 20 novembre à  Metz : Friedrich Blaul (décédé le 3 octobre 1947), Generalstabsarzt allemand de la Seconde Guerre mondiale.
- 21 novembre à Nancy : Étienne Drioton, né au 82 rue Stanislas[21], mort le 17 janvier 1961 à Montgeron, égyptologue français.
- 25 novembre à Metz : Hans-Henning von Fölkersamb[22] (décédé en 1984), général allemand de la Luftwaffe de la Seconde Guerre mondiale. Il fut responsable du soutien logistique pour les fronts occidental et oriental

## Décès

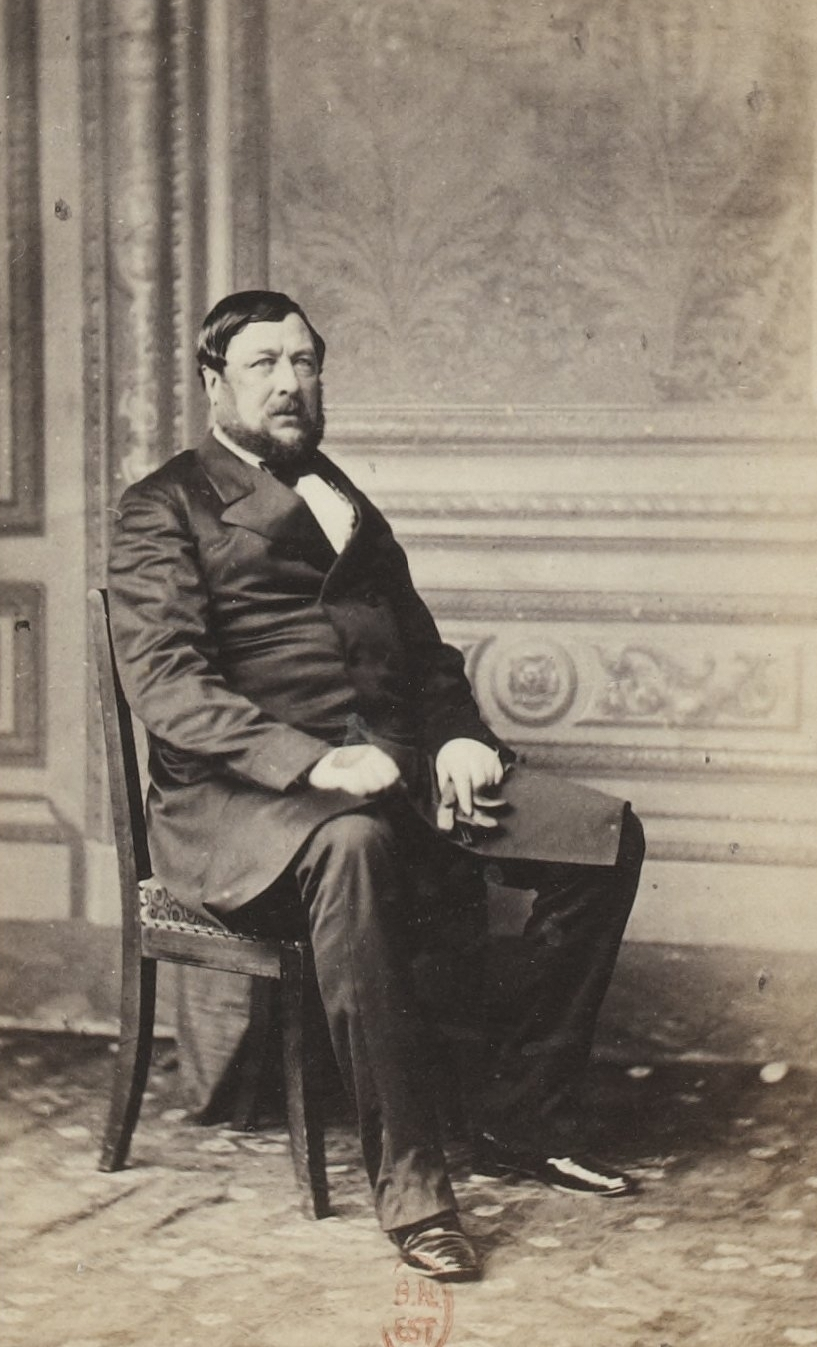
Henri Buquet.

- 10 mai à Nancy : Jean-Joseph Thorelle, né le 11 mai 1806 à Hennecourt (Vosges), peintre et graveur français, auteur de tableaux de genre et de fins dessins à la plume.
- 12 juin à Nancy : Henri Alfred Léopold, 2e baron Buquet (15 juillet 1809 à Paris, homme politique français du XIXe siècle.
- 24 juillet à Verdun (Meuse) : Charles Louis Benoit, homme politique français né le 8 novembre 1808 à Saint-Mihiel (Meuse).
- 31 août à Vézelise : Maurice Constantin Perrin, né le 13 avril 1826 à Vézelise (Meurthe), chirurgien français.